# Município de Flats (condado de Macon, Carolina do Norte)
Localização da Carolina do Norte nos E.U.A.
O município de Flats (em inglês: Flats Township) é um município localizado no  condado de Macon no estado estadounidense da Carolina do Norte. No ano 2010 tinha uma população de 466 habitantes.

## Geografia
O município de Flats encontra-se localizado nas coordenadas 35° 01′ 21,33″ N, 83° 18′ 29,55″ O.